# Pudakittimur
Pudakittimur is een bestuurslaag in het regentschap Gresik van de provincie Oost-Java, Indonesië. Pudakittimur telt 1337 inwoners (volkstelling 2010).